# Abahani Limited Dhaka
El Abahani Limited (en bengalí: ঢাকা আবাহনী লিমিটেড), anteriormente conocido como Abahani Krira Chakra (en bengalí: আবাহনী ক্রীড়াচক্র) es un equipo de fútbol de Bangladés que milita en la Bangladesh League, la liga de fútbol más importante del país.

## Historia
Fue fundado en el año 1972 en la capital Daca como una reorganización del equipo Iqbal Sporting Club, convirtiéndose en una sociedad deportiva con representaciones en críquet, hockey sobre hierba. Ha sido campeón de Liga en 6 ocasiones y ha ganado la Liga de Daca en 11 oportunidades; también ha ganado el torneo de copa en 8 ocasiones y en otras 7 ha sido finalista.
A nivel internacional ha participado en 9 torneos continentales, donde su mejor participación ha sido en la Recopa de la AFC, único torneo en el que pasó de la Primera ronda.

## Palmarés

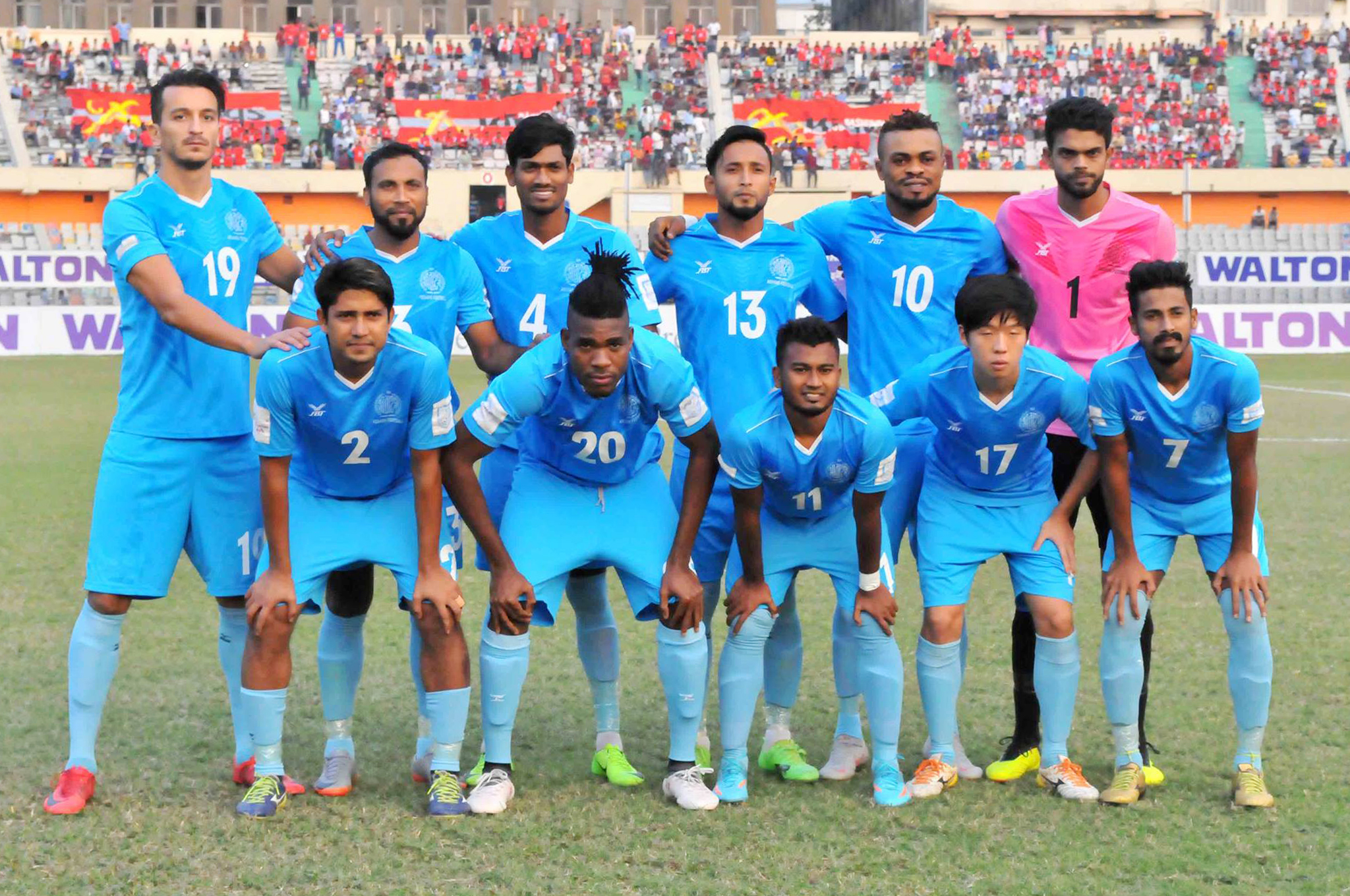
El Dhaka Abahani ante de la final de la Copa Federación de Bangladés de 2018.

- Liga Premier de Bangladés: 2

2016, 2017/18
- Bangladesh League: 5

2000, 2007, 2009, 2010, 2011/12
- Liga de Dhaka: 11

1974, 1977, 1981, 1983, 1984, 1985, 1990, 1992, 1994, 1995, 2001
- Copa Federación de Bangladés: 12

1982, 1985, 1986, 1988, 1997, 1999, 2000, 2010, 2016, 2017, 2018, 2022
- Supercopa de Bangladés: 1

2011
- Campeonato Nacional de Bangladés: 1

2000
- Copa Liberación: 1

1977
- Copa DMFA: 1

1994
Copa Oro Independencia: 1
2005
- Trofeo Nagjee: 1

1989
- Copa BTC: 1

1991
- Copa Charms: 1

1993
- Trofeo Bordoloi: 1

2010

## Participación en competiciones de la AFC
| Temporada | Torneo                    | Ronda                | Club                   | Resultado    |
| --------- | ------------------------- | -------------------- | ---------------------- | ------------ |
| 1986      | Copa de Clubes de Asia    | Clasificatoria       | Club Valencia          | 8-1          |
| 1986      | Copa de Clubes de Asia    | Clasificatoria       | New Road Team          | 2-1          |
| 1986      | Copa de Clubes de Asia    | Clasificatoria       | PIA FC                 | 3-0          |
| 1986      | Copa de Clubes de Asia    | Clasificatoria       | Saunders SC            | 4-1          |
| 1986      | Copa de Clubes de Asia    | Clasificatoria       | East Bengal            | 0-1          |
| 1992      | Recopa de la AFC          | Clasificatoria 1     | East Bengal            | 0-0, 0-1     |
| 1994      | Copa de Clubes de Asia    | 1                    | Victory SC             | w.o1         |
| 1998      | Recopa de la AFC          | 1                    | Old Benedictines SC    | 3-0, 5-0     |
| 1998      | Recopa de la AFC          | 2                    | Beijing Guoan          | 0-2, 0-1     |
| 2008      | Copa Presidente de la AFC | Fase de grupos       | Regar-TadAZ            | 1-2          |
| 2008      | Copa Presidente de la AFC | Fase de grupos       | Mahendra Police Club   | 0-4          |
| 2008      | Copa Presidente de la AFC | Fase de grupos       | WAPDA FC               | 1-0          |
| 2009      | Copa Presidente de la AFC | Fase de grupos       | Sri Lanka Army SC      | 2-1          |
| 2009      | Copa Presidente de la AFC | Fase de grupos       | FC Aşgabat             | 0-0          |
| 2010      | Copa Presidente de la AFC | Fase de grupos       | Kaohsiung              | 0-0          |
| 2010      | Copa Presidente de la AFC | Fase de grupos       | New Road Team          | 2-0          |
| 2010      | Copa Presidente de la AFC | Fase de grupos       | Dordoi Dynamo-Naryn    | 0-0          |
| 2011      | Copa Presidente de la AFC | Fase de grupos       | FC Neftchi Kochkor-Ata | 0-2          |
| 2011      | Copa Presidente de la AFC | Fase de grupos       | Phnom Penh Crown       | 0-1          |
| 2011      | Copa Presidente de la AFC | Fase de grupos       | Don Bosco SC           | 4-1          |
| 2013      | Copa Presidente de la AFC | Fase de grupos       | Three Star Club        | 1-1          |
| 2013      | Copa Presidente de la AFC | Fase de grupos       | Erchim                 | 0-1          |
| 2013      | Copa Presidente de la AFC | Fase de grupos       | Taipower               | 1-1          |
| 2017      | Copa AFC                  | Grupo E              | Bengaluru FC           | 0-2, 2-0     |
| 2017      | Copa AFC                  | Grupo E              | Maziya S&RC            | 0-2, 0-2     |
| 2017      | Copa AFC                  | Grupo E              | Mohun Bagan AC         | 1-3, 1-1     |
| 2019      | Copa AFC                  | Fase de grupos       | Chennaiyin FC          | 3-2, 0-1     |
| 2019      | Copa AFC                  | Fase de grupos       | Minerva Punjab FC      | 2-2, 1-0     |
| 2019      | Copa AFC                  | Fase de grupos       | Manang Marsyangdi Club | 1-0, 5-0     |
| 2019      | Copa AFC                  | Semifinal Interzonal | 4.25 Sports Club       | 4-3, 0-2     |
| 2020      | Copa AFC                  | Preliminar 2         | Maziya S&RC            | 0-0, 2-2 (a) |
| 2021      | Copa AFC                  | Preliminar           | Club Eagles            | w.o.1        |
| 2022      | Copa AFC                  | Preliminar 2         | Club Valencia          | w.o.2        |
| 2022      | Copa AFC                  | Playoff              | ATK Mohun Bagan FC     | 1-3          |
| 2023/24   | Copa AFC                  | Preliminar2          | Club Eagles            | 2-1          |
| 2023/24   | Copa AFC                  | Playoff              | ATK Mohun Bagan FC     | 1-3          |

- 1- Abahani Limited abandonó el torneo.
- 2- Club Valencia abandonó el torneo.

## Entrenadores
- Yuri Susloparov (2002)
- Andrés Cruciani (2007)
- Amalesh Sen (mayo de 2007 – 2009)
- Ali Akbar Pourmoslemi (2010-2011)
- Amalesh Sen (2010–11)
- Ali Akbar Pourmoslemi (diciembre de 2011 – 2012)
- Ardeshir Pournemat Vodehi (noviembre de 2012-mayo de 2013)
- Amalesh Sen (2013)
- Nathan Hall (octubre de 2013-noviembre de 2013)
- Amalesh Sen (noviembre de 2013-diciembre de 2013)
- Ali Akbar Pourmoslemi (diciembre de 2013 – 2014)[3]
- Amalesh Sen (2014)
- György Kottán (diciembre de 2014-junio de 2015)[4]
- Amalesh Sen (julio de 2015-agosto de 2015)
- Drago Mamić (abril de 2016)
- Amalesh Sen (abril de 2016-mayo de 2016)
- György Kottán (mayo de 2016-diciembre de 2016)[5]
- Drago Mamić (febrero de 2017-diciembre de 2017)[6][7]
- Atiqur Rahman Atiq (2017-2018)
- Saiful Bari Titu (febrero de 2018-2018)[8]
- Mário Lemos (diciembre de 2018-presente)[1]